# Cioca, Banatul de Nord
Cioca (în maghiară Csóka, în sârbă Čoka) este o localitate în Districtul Banatul de Nord, Voivodina, Serbia.

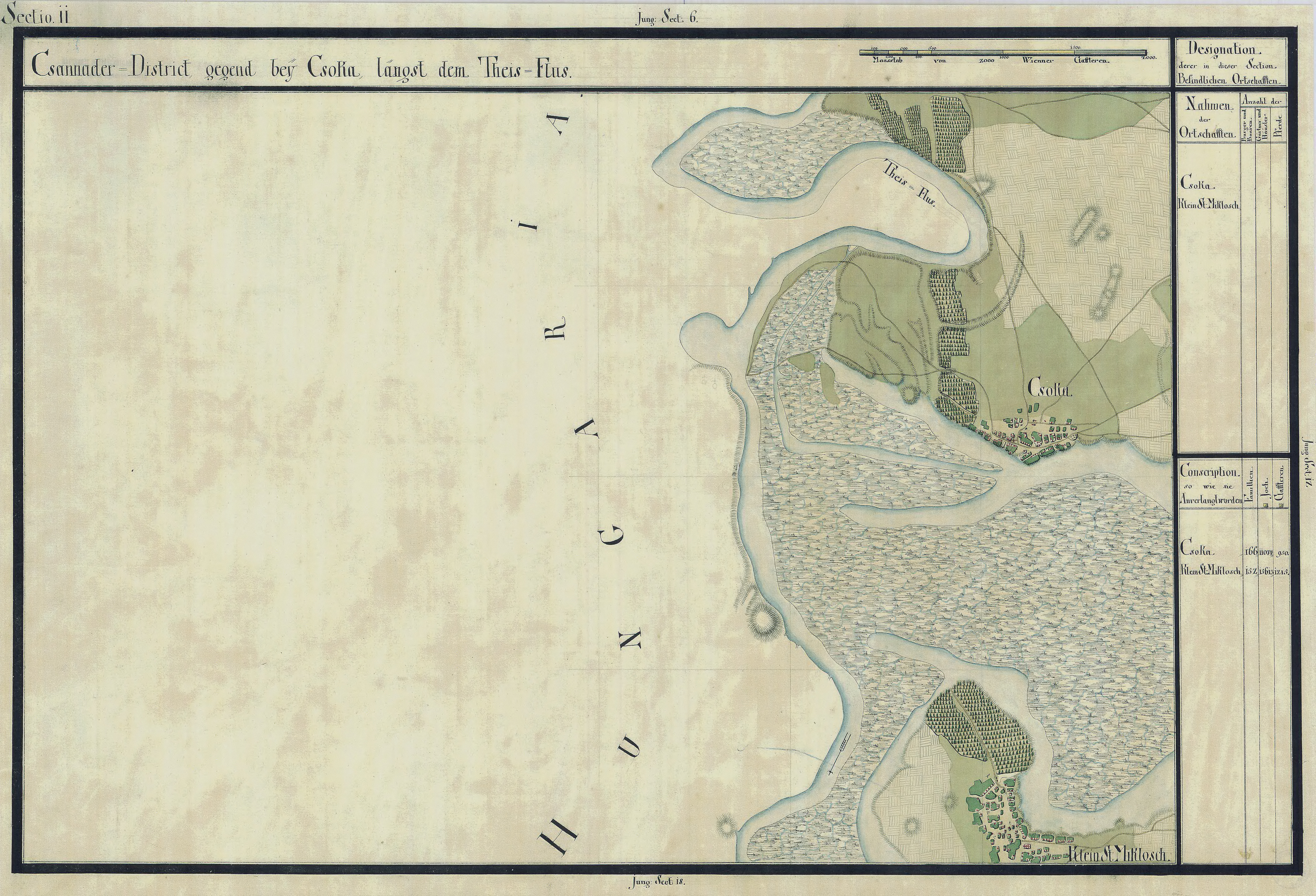
Čoka în Harta Iosefină a Banatului

## Monumente
- Biserica romano-catolică din Cioca⁠(fr)[traduceți], monument cultural de importanță excepțională